# جلثوم جنكيز
جلثوم جنكيز (بالتركية: Gülsüm Cengiz)‏ (ولدت في عام 1949 في مدينة إسبرطة سوتتشولر) واحدة من شعراء وكتاب اليوم.

## السيرة الذاتية
عقب إنهاء جلثوم جنكيز لتدريسها بالمدرسة الإبتدائية بمدينة إسطنبول استأنفت تدريسها مرة أخرى في مدينة إسطنبول في إحدى القرى بمركز باليكسير في عام 1966. واستقالت جلثوم جنكيز في عام 1980.
و عملت جلثوم كرئيسة تحرير، ومحررة، وكاتبة عمود ومشرفة على منشورات الأطفال في العديد من مؤسسات النشر. وأعدت وقدمت أيضاً برامج في الراديو والتلفزيون. وعملت كمحاضرة للغة التركية في الإتحاد الدولي للإتصالات.
واصلت جلثوم جنكيز العمل كمحاضرة في قسم الأدب المقارن بكلية الفنون والأدب بجامعة عثمان غازي بإسكيشهر. وأعدت وقدمت برامج تعليمية وثقافية بعنوان «خطوة بخطوة في الحياة» على شاشة تلفزيون قناة الحياة. وكتبت بانتظام في الصحيفة العالمية.
نشرت جلثوم جنكيز أول قصائدها في مجلة الأصول. ودخلت من خلال الشعر إلى عالم الأدب. وكتبت أيضاً مسرحيات. كما أنها ألفت العديد من الأعمال للأطفال والشباب.
أُجُري أعمال لجلثوم جنكيز ومشروعات تتناول هويتها كما أجُري أيضا أبحاث وملفات حولها. عقدت أقسام اللغة والأدب التركي بقسم الأدب المقارن بكلية الفنون والأدب بجامعة عثمان غازي بإسكيشهر ندوة لجلثوم جنكيز في أدب الأطفال والشباب في تاريخ 28 – 30 أبريل عام 2010. وأصبحت مذكرات الندوة كتاباً بعنوان «في جناح طائر الحكاية في نسيم الشعر».
تُرجمت أعمالها إلى اللغة الألمانية، والإنجليزية، والروسية، والعربية، والأذربيجانية كما أنها حازت على العديد من الجوائز.

## كتب الشعر
•	أقوال سبتمبر
•	اللون الأزرق في البحر الأبيض المتوسط
•	يزدهر حبنا في المخبأ
•	عذراً فقلبي في ربيع العمر
•	قاموس الحروب من الأرض بعنوان «ليمحى» (اللغة الإنجليزية – اللغة التركية)
•	كلمات الحب المحظور

## قصصها
•	النساء في خطى الحياة
•	نحن جميعاً مناصرون لحماية البيئة
•	لا تقطع أيدينا بالمقص ولا تُخيط بالإبرة

## قصص أطفال
•	صباح أحد أيام الصيف في الريف
•	لون المياه وحديقة الزهور الملونة
•	قصص الخراف

## خواطر \ قصص \ دراسات
•	يسقط الرجل حينما يضحك نصر الدين هوجا
•	حكواتي هانس كريستيان اندرسون
•	الغراب الجميل للأطفال السعداء في المضيق

## مُختارات
- كما قيل من أجل المرأة \ التاريخ الشعري لمرأة الأناضول \ بحث – دراسة – مختارات.
- يا الخالق، نهار أيدينا، (أشعار العمل 1-2، مع إيراي جانبيرك)

و بالإضافة إلى ذلك هناك عدد كبير من الكتب المنشورة للأطفال والشباب.